# PTT化學股份
PTT化學股份有限公司（英語：PTT Chemical Public Company Limited，常簡稱作PTT化學、PTT化學股份、泰語：或泰語：）是泰國國家石油股份有限公司的旗下公司，於2005年由泰國國家石油化工股份有限公司及泰國油田股份有限公司合併成立。
主要生產各類化工產品，其中在泰國聚苯乙烯的產品最多，其股份自2005年於泰國證券交易所上市。

## 外部連結
- PTT化學股份有限公司